# Soil (manga)
Pour les articles homonymes, voir Soil.
Soil (ソイル, Soiru) est un seinen manga d'Atsushi Kaneko prépublié au Japon dans le magazine Monthly Comic Beam entre mars 2003 et novembre 2010, puis publié par Enterbrain en un total de onze volumes reliés sortis entre janvier 2004 et janvier 2011. La version française est éditée en intégralité par Ankama dans la collection « Kuri » en autant de volumes sortis entre janvier 2011 et septembre 2012.
La série est adaptée en un drama de huit épisodes en 2010,.

## Synopsis
La banlieue résidentielle de Soil Newtown, une ville nouvelle construite sur un modèle utopique, est perturbée par la mystérieuse disparition des trois membres d'une famille exemplaire, le père, la mère et leur fille, qui ne laissent qu'une colonne de sel derrière eux. Deux détectives, Yokoi, un policier désabusé et désinvolte, et Onoda, une jeune fille manquant d'assurance et très scrupuleuse sur le règlement, sont chargés de l'affaire. À mesure qu'ils tentent d'élucider la destinée de la famille Suzushiro, ils se heurtent aux secrets inavouables dissimulés par les habitants de Soil derrière une apparence irréprochable.

## Personnages

### Inspecteurs
Les deux personnages principaux sont officiers de police à Kamikawa, dans la province d'Hokkaido. Ils sont envoyés en renfort à Soil pour prêter assistance à la police locale, impuissante face à la disparition de la famille Suzushiro.
Onoda (小野田)
Le lieutenant Onoda est une jeune fille nerveuse, complexée par son physique. Contrairement au capitaine Yokoi, son supérieur hiérarchique et son aîné, elle suit scrupuleusement la loi ainsi que les méthodes d'investigation criminelle réglementaires. Elle souffre d'un toc qui la pousse à remonter ses lunettes sans arrêt.
Yokoi (横井)
Le capitaine Yokoi est un inspecteur brutal et vulgaire, obsédé par ses odeurs corporelles. Son comportement misogyne lui est régulièrement reproché par son adjointe, Onoda. Il est persuadé que « Les gens normaux, ça n'existe pas » et a pour habitude de suivre ses intuitions. Sa quête de la vérité concernant la disparition de la famille Suzushiro le mènera aux frontières de la folie.

### Habitants de Soil

#### Famille Suzushiro
Cette famille modèle habitait dans la ville de Soil depuis cinq ans lorsqu'elle disparaît sans laisser d'autre trace qu'une colonne de sel dans la chambre de la fille. En apparence appréciés de la communauté, ses membres sont en réalité persécutés par leurs voisins, qui les érigent en boucs émissaires pour leur perfection inhumaine.
Masaki Suzushiro (鈴白正輝, Suzushiro Masaki)
Le père, Masaki, est accordeur de piano et donne parfois des leçons à domicile.
Noriko Suzushiro (鈴白紀子, Suzushiro Noriko)
La mère, Noriko, passionnée d'horticulture, travaillait dans la décoration florale avant son mariage.
Mizuki Suzushiro (鈴白水紀, Suzu Hakusui Nori)
La fille unique, Mizuki, est bonne élève mais souffre de narcolepsie.

#### Autres habitants
Tamura (田村)
Le lieutenant Tamura épaule les inspecteurs Yokoi et Onoda dans leur enquête. Il ne peut s'empêcher de toucher du doigt les objets qu'il examine, même lorsqu'il s'agit de pièces à conviction. Sa bouche est souvent couverte de miettes.
Katakuri (片栗)
Le brigadier Katakuri est un policier de Soil, dépassé par les événements surnaturels qui se déchaînent dans la ville qu'il doit protéger. Son coéquipier, le brigadier Ichinose, disparaît le même soir que la famille Suzushiro, lors d'une coupure de courant, en croisant un « homme au corps recouvert d'écailles » alors qu'il effectuait une tournée à vélo.
Tomiyama (トミヤマ) et Seki (セキ)
Tomiyama et Seki sont deux jeunes garçons fréquentant le collège de Soil. Leur passion pour les mystères les pousse à fonder le « Club d'étude des phénomènes paranormaux », dans lequel ils recrutent contre son gré le professeur Tokita. Le brigadier Katakuri les rejoindra par la suite, convaincu de l'existence de forces surnaturelles, voire extraterrestres, à l'œuvre dans la ville. Tomiyama se cure régulièrement les narines avec le petit doigt. Seki ne jure que par le compteur Geiger et des instruments pseudo-scientifiques et souvent fantaisistes de détection de champs électromagnétiques.
Tokita (戸北)
Tokita est un professeur de sciences remplaçant au collège de Soil, souvent retranché dans le laboratoire de sciences naturelles. Asocial, il garde sur le visage un masque inspiré de la période Jōmon au début de la série. Passionné par cette tranche de l'histoire japonaise qui s'étend des années 1000 à 3000 av. J.-C., il a demandé son affectation à Soil car la ville fut construite sur l'emplacement d'un hameau de cette période. Il pense que les événements qui surviennent dans la ville sont liés à une perméabilité de l'espace-temps entre cette époque chargée de la magie des shamans et le présent.
Délégué des habitants (自治会長, Jichikai-chō)
Le délégué des habitants est chargé de la bonne marche de Soil, que ce soit concernant les rapports entre les habitants ou la beauté de la ville. Il n'hésite pas à employer l'intimidation ou la force pour maintenir en apparence un fonctionnement irréprochable. Il officie également en tant que dentiste.
Kosaka (小阪)
Le docteur Kosaka est la psychologue scolaire.
Kento Miyara (宮原健人, Miyara Kento)
Kento Miyara est un lycéen solitaire. Il est la dernière personne à avoir vu Mizuki Suzushiro.

## Parution
Soil est sceénarisé et dessiné par Atsushi Kaneko. Il est prépublié au Japon dans le magazine seinen Monthly Comic Beam entre mars 2003 et novembre 2010 et publié par Enterbrain en un total de onze volumes reliés sortis entre janvier 2004 et janvier 2011.
La version française est éditée en intégralité par Ankama dans la collection « Kuri » en autant de volumes sortis entre janvier 2011 et septembre 2012.

### Liste des chapitres
| no | Japonais          | Japonais          | Français          | Français          |
| no | Date de sortie    | ISBN              | Date de sortie    | ISBN              |
| --- | ----------------- | ----------------- | ----------------- | ----------------- |
| 1 | 31 janvier 2004   | 4-7577-1713-X     | 27 janvier 2011   | 978-2-35910-131-7 |
| Liste des chapitres : - Prologue - Bloc 1-1 : Sel (塩) - Bloc 1-2 : La nuit de la panne de courant (停電の夜) - Bloc 1-3 : Enquête de proximité (聞き込み) - Bloc 1-4 : (Enquête de proximité) ((聞き込み)) - Bloc 1-5 : Kinkakuji, le temple du pavillon d'or (金閣寺) - Bloc 1-6 : Kento (健人) - Bloc 1-7 : Cloche (チャイム)                                                      |                   |                   |                   |                   |
| 2 | 30 août 2004      | 4-7577-1980-9     | 14 avril 2011     | 978-2-35910-156-0 |
| Liste des chapitres : - Bloc 1-8 : Agitation (騒めき) - Bloc 1-9 : Absent (不在) - Bloc 1-10 : Cassettes vidéo (ビデオ・テープ) - Bloc 1-11 : Révélations (露呈) - Bloc 1-12 : Business (ビジネス) - Bloc 1-13 : Agresseurs (加害者) - Bloc 1-14 : Et après (その後) - Bloc 1-15 : Secret (秘密) - Bloc 1-16 : Tatouage (刺青)                                                        |                   |                   |                   |                   |
| 3 | 30 septembre 2005 | 4-7577-2451-9     | 26 mai 2011       | 978-2-35910-177-5 |
| Liste des chapitres : - Bloc 1-17 : Un monde cruel (残酷な世界) - Bloc 1-18 : L'immeuble hanté (幽霊ビル) - Bloc 1-19 : Une silhouette blanche (白い影) - Bloc 1-20 : Deux personnes (ふたり) - Bloc 1-21 : Impasse (どん詰まり) - Bloc 2-1 : Le début de la fin (おわりのはじまり) - Bloc 2-2 : Démasqué (正体見たり) - Bloc 2-3 : Le deuxième outil (第2の道具)                     |                   |                   |                   |                   |
| 4 | 26 avril 2006     | 4-7577-2729-1     | 7 juillet 2011    | 978-2-35910-189-8 |
| Liste des chapitres : - Bloc 2-4 : Phénomènes inattendus (異変) - Bloc 2-5 : Distorsion (歪み) - Bloc 2-6 : Ailes de papillons (蝶の翅) - Bloc 2-7 : Les agitateurs (煽動の者) - Bloc 2-8 : Corps étrangers (異物) - Bloc 2-9 : Sayuri (さゆりさん) - Bloc 2-10 : L'affaire du village de Soil (蘇流村事件) - Bloc 2-11 : L'inspecteur Yomogida (ヨモギダ刑事)                        |                   |                   |                   |                   |
| 5 | 27 novembre 2006  | 4-7577-3030-6     | 29 septembre 2011 | 978-2-35910-199-7 |
| Liste des chapitres : - Bloc 2-12 : Chasse aux fantômes (亡霊狩り) - Bloc 2-13 : L'homme aux yeux bandés (目隠し男) - Bloc 2-14 : Accomplissement (成就) - Bloc 2-15 : Psychologue scolaire (スクールカウンセラー) - Bloc 2-16 : Objectif (目的) - Bloc 2-17 : Toiles bleues (ブルーシート) - Bloc 2-18 : Défaite (敗北) - Bloc 2-19 : Ce que le monde refuse (世界が歪んでいるのは)  |                   |                   |                   |                   |
| 6 | 25 août 2007      | 978-4-7577-3690-0 | 24 novembre 2011  | 978-2-35910-200-0 |
| Liste des chapitres : - Bloc 2-20 : Yokoi (横井) - Bloc 2-21 : Noise (ノイズ) - Bloc 2-22 : Mizuki (水紀) - Bloc 2-23 : Suzushiro (鈴白) - Bloc 2-24 : Intérieur (内部) - Bloc 2-25 : Tokiwa-Chô (ときわ町) - Bloc 2-26 : Ouzbékistan (ウズベキスタン) - Bloc 2-27 : Signe (しるし)                                                                                                   |                   |                   |                   |                   |
| 7 | 26 mai 2008       | 978-4-7577-4224-6 | 19 janvier 2012   | 978-2-35910-201-7 |
| Liste des chapitres : - Bloc 2-28 : L'annexe (厠) - Bloc 2-29 : Ingérence (介入) - Bloc 2-30 : Aujourd'hui, c'est surtout vous (今やあなた達こそが) - Bloc 3-1 : Détérioration (悪化) - Bloc 3-2 : Petite secousse (微震) - Bloc 3-3 : Ce soir-là (1re partie) (その夜(前半)) - Bloc 3-4 : Ce soir-là (2e partie) (その夜(後半)) - Bloc 3-5 : Ce matin-là (その朝)                    |                   |                   |                   |                   |
| 8 | 25 novembre 2008  | 978-4-7577-4618-3 | 22 mars 2012      | 978-2-35910-202-4 |
| Liste des chapitres : - Bloc 3-6 : La ville du sel (塩の町) - Bloc 3-7 : Gödel (ゲーデル) - Bloc 3-8 : Les voisins (隣人) - Bloc 3-9 : Signe (しるし) - Bloc 3-10 : Osaka (大阪) - Bloc 3-11 : Interprétation pluraliste du monde façon "Soil", selon Yomogida - Aperçu (ヨモギダによるSOIL的世界の多次元的解釈－概要－) - Bloc 3-12 : Nettoyage (排除) - Bloc 3-13 : Puanteur (異臭) |                   |                   |                   |                   |
| 9 | 26 août 2009      | 978-4-7577-5036-4 | 24 mai 2012       | 978-2-35910-203-1 |
| Liste des chapitres : - Bloc 3-14 : Nocif (有害な) - Bloc 3-15 : La folle, ici, c'est... (狂っているのは) - Bloc 3-16 : Paradis (楽園) - Bloc 3-17 : Le mont Norikura (乗鞍岳) - Bloc 3-18 : À l'extérieur (外に) - Bloc 3-19 : En profondeur (深く) - Bloc 3-20 : Projet (企画書) - Bloc 3-21 : Image trompeuse (虚像)                                                               |                   |                   |                   |                   |
| 10 | 25 mars 2010      | 978-4-04-726413-7 | 12 juillet 2012   | 978-2-35910-333-5 |
| Liste des chapitres : - Bloc 3-22 : Sacrifice (サクリファイズ) - Bloc 3-23 : Communication (交信) - Bloc 3-24 : Cible (ターゲット) - Bloc 3-25 : Galop (駆ける) - Bloc 3-26 : Germination (めばえ) - Bloc 3-27 : Laque noire (漆黒) - Bloc 3-28 : Les monstres (怪物たち) - Bloc 3-29 : Renversement (倒壊)                                                                           |                   |                   |                   |                   |
| 11 | 29 janvier 2011   | 978-4-04-727014-5 | 20 septembre 2012 | 978-2-35910-343-4 |
| Liste des chapitres : - Bloc 3-30 : De l'obscurité - Bloc 3-31 : Le gobelet déchiré - Bloc 3-32 : Ce soir-là - Bloc 3-33 : Pourquoi - Bloc 3-34 : Yôhei (1) - Bloc 3-35 : Yôhei (2) - Bloc 3-36 : Yôhei (3) - Bloc 3-37 : Soil - Épilogue |                   |                   |                   |                   |

## Analyse de l'œuvre

### La ville rêvée

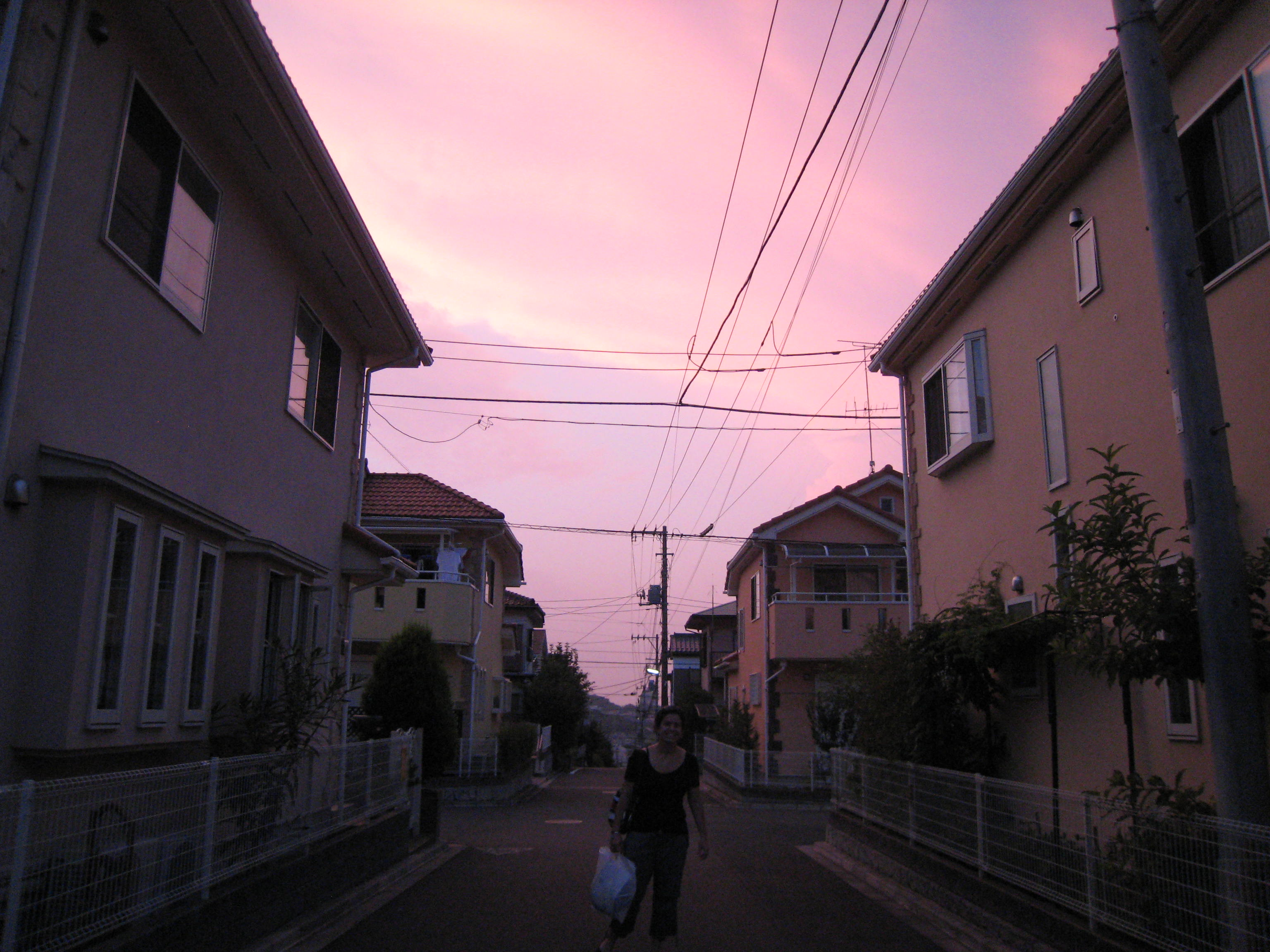
Un quartier de Tama New Town, ville nouvelle fondée en 1965 sur l'ancienne ville de Tama pour répondre à la surpopulation de Tokyo.

L'intrigue de Soil prend pour cadre une ville nouvelle, constructions courantes au Japon désignées sous le nom de « New Town ». Ces banlieues souvent occupées par des familles aisées sont généralement caractérisées par leur absence de précédent historique immédiat et leur urbanisme moderne et épuré. Elles reposent sur un zonage rigoureux, au tracé régulier, cloisonnant des pavillons identiques et individuels pour chaque famille. 

« Les villes qui sont nées sans contexte historique et en dehors des règles de la nature, sont comme des bateaux naufragés, un modèle réduit de notre société actuelle. »

— « Le mot de l'auteur », Atsushi Kaneko (trad. du japonais par Thibaud Desbief), Soil, t. 1, Roubaix, Ankama, coll. « Kuri », 2010, 228 p. (ISBN 978-2-35910-131-7), p. 239.
Atsushi Kaneko désirait « faire de cette ville une version miniature du monde, la plus universelle possible, compréhensible par le lecteur quelle que soit sa culture ». Les défauts de la société sont soulignés à travers ce microcosme, notamment son repli sur elle-même afin de se protéger des « corps étrangers », leitmotiv du manga ; pour l'auteur, Soil « transcrit les relations humaines un peu comme l'ondulation à la surface de l'eau après un choc. (...) Cette accumulation de collisions qui se réverbèrent et s'amplifient brouille puis détruit l'équilibre ».

### Style et symbolique
Le style graphique d'Atsushi Kaneko utilisé pour Soil, le noir et blanc avec l'utilisation de lignes fortes, à l'image de son précédent manga, Bambi (imprimé à l'aide d'encres colorées monochromes qui changent à chaque volume et parfois entre les chapitres), est influencé par l'esthétique des comics américains indépendants ainsi que des affiches de la scène punk japonaise.
Cependant, à l'inverse de Bambi, démonstration d'ultra-violence esthétisée, et même si Soil contient quelques passages de violence explicite, l'auteur se concentre dans cette série sur l'élaboration et le développement d'une ambiance malsaine, oscillant sans cesse entre l'ultra-réalisme et le surnaturel, contrastes qui donnent naissance à une atmosphère surréaliste : « dans Bambi, la violence graphique est très expressive, exutoire, tandis que dans Soil, elle est sournoise et cachée, le plus souvent hors-champ ». La symbolique des apparences trompeuses est néanmoins reprise et approfondie dans cette série. La communauté fermée de Soil, en apparence idyllique, permet à l'auteur de critiquer par le biais de la dystopie l'aspect hypocrite et égocentrique de cette cordialité artificielle : « j'ai essayé de montrer comment une ville banale, d'apparence paisible, repose en fait sur des comportements sauvages, presque barbares. Et comment, à partir d'un événement déclencheur, cette façade s'effrite et le quotidien cesse de fonctionner ».
La perméabilité de la frontière fantastique provoque la matérialisation de l'inconscient des protagonistes. Pour Atsushi Kaneko, « ces visions où le fantastique fait irruption dans la réalité, ce sentiment de trébucher, de perdre subitement l'équilibre d'une case à l'autre, sont au cœur de ce que je dessine. J'aime faire s'entrechoquer des choses antagonistes pour donner naissance à de l'imprévisible ». Soil est ainsi souvent rapproché de l'univers cinématographique de David Lynch,,.

## Manga

### Écriture
Au contraire de Bambi, dont le déroulement scénaristique était improvisé durant la création, en « écriture automatique », l'histoire et le dénouement de Soil étaient écrits dès le début de la série, la préparation ayant débuté six mois avant le premier dessin. Atsushi Kaneko désirait « raconter une intrigue complexe, un mystère à résoudre, jouer avec les attentes du lecteur et faire surgir à mesure que progresse le récit de plus en plus d'interrogations ».
La série devait compter sept volumes mais la place de chaque épisode prit plus d'importance que prévu, ce qui porta le nombre total de volumes reliés à onze.

## Réception
En 2012, la série reçoit le Grand prix de l'Imaginaire, catégorie « Manga ». Elle est également nommée au Festival d'Angoulême 2012 dans la sélection « Polar » et en sélection officielle du Festival d'Angoulême 2013.
En France, le manga reçoit un accueil positif de la critique. Stéphane Beaujean, rédacteur à dBD, juge que « Soil est clairement le meilleur polar venu du Japon ces dernières années » : « le plaisir comme le malaise du lecteur viennent des craquelures et des fêlures que cette enquête fait apparaître dans le vernis de la cité idéale. Les échos à la série Twin Peaks de David Lynch ne sont pas fortuits ».

### Édition japonaise
Enterbrain
1. 1 2  (ja) « Tome 1 ».
2. 1 2  (ja) « Tome 2 ».
3. 1 2  (ja) « Tome 3 ».
4. 1 2  (ja) « Tome 4 ».
5. 1 2  (ja) « Tome 5 ».
6. 1 2  (ja) « Tome 6 ».
7. 1 2  (ja) « Tome 7 ».
8. 1 2  (ja) « Tome 8 ».
9. 1 2  (ja) « Tome 9 ».
10. 1 2  (ja) « Tome 10 ».
11. 1 2  (ja) « Tome 11 ».

### Édition française
Ankama
1. 1 2  (fr) « Tome 1 ».
2. 1 2  (fr) « Tome 2 ».
3. 1 2  (fr) « Tome 3 ».
4. 1 2  (fr) « Tome 4 ».
5. 1 2  (fr) « Tome 5 ».
6. 1 2  (fr) « Tome 6 ».
7. 1 2  (fr) « Tome 7 ».
8. 1 2  (fr) « Tome 8 ».
9. 1 2  (fr) « Tome 9 ».
10. 1 2  (fr) « Tome 10 ».
11. 1 2  (fr) « Tome 11 ».